# مي منخفض صغير

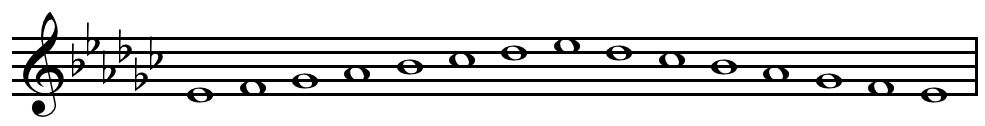
سلم مي منخفض الصغير صعوداً وهبوطاً

مي منخفض صغير (E-flat minor) هو سلم موسيقي صغير يتألف من الدرجات الموسيقية مي المنخفضة ♭E، فا F، صول المنخفضة ♭G، لا المنخفضة ♭A، سي المنخفضة ♭B، دو المنخفضة ♭C، ري المنخفضة ♭D، وينتهي بمفتاح مي المنخفضة ♭D، وذلك على الترتيب التالي من اليسار إلى اليمين:
♭E♭, F, G♭, A♭, B♭, C♭, D♭, E
يحوي سلم مي منخفض الصغير على ست إشارات خفض، واحدة على المي وواحدة على الصول واحدة على اللا وواحدة على السي وواحدة على الدو وواحدة على الري. إن السلم الصغير المتناغم معه يكون عن طريق رفع ♭D إلى ♮D.
إن المفتاح الموسيقي القريب له على السلم الكبير هو صول منخفض كبير، أما المفتاح الموسيقى الموازي فهو مي منخفض كبير.